# Schwarzsee (Arosa)
Das Gebiet Schwarzsee ist ein auf 1725 m gelegenes geschütztes Hoch- und Flachmoor in Arosa im Schweizer Kanton Graubünden. 

## Lage und Beschreibung
Der Schwarzsee liegt rund 400 m östlich des Obersees am unteren Ende des Aroser Dorfgebietes wenige Meter nördlich des Aparthauses Paradies und unmittelbar westlich der Schanfiggerstrasse, die der Schwarzseebach bei Punkt 1719 unterquert. Eingebettet in dichten Fichtenwald ist das muldenförmige Moorgebiet nur von wenigen Stellen aus sichtbar. Die Regulierung des Wasserhaushalts erfolgt teilweise unterirdisch. Der spärliche Zufluss führt hauptsächlich während der Schneeschmelze Wasser, gegen Herbst hin trocknet er oft aus. Durch Zuschüttung und Verlandung hat sich Fläche, Form und Tiefe des Sees laufend verändert und wandelt sich auch heute noch. In Kooperation mit dem Bürgerrat Chur, dem Forstamt Chur und der lokalen Vereinigung für Heimatkunde und Naturschutz wurde das Gebiet 1945 von der Gemeinde Arosa zum Totalreservat erklärt (mit Bestätigung durch den Bündner Kleinen Rat 1966) und 1989 ins Bundesinventar der Hochmoore nationaler Bedeutung aufgenommen.

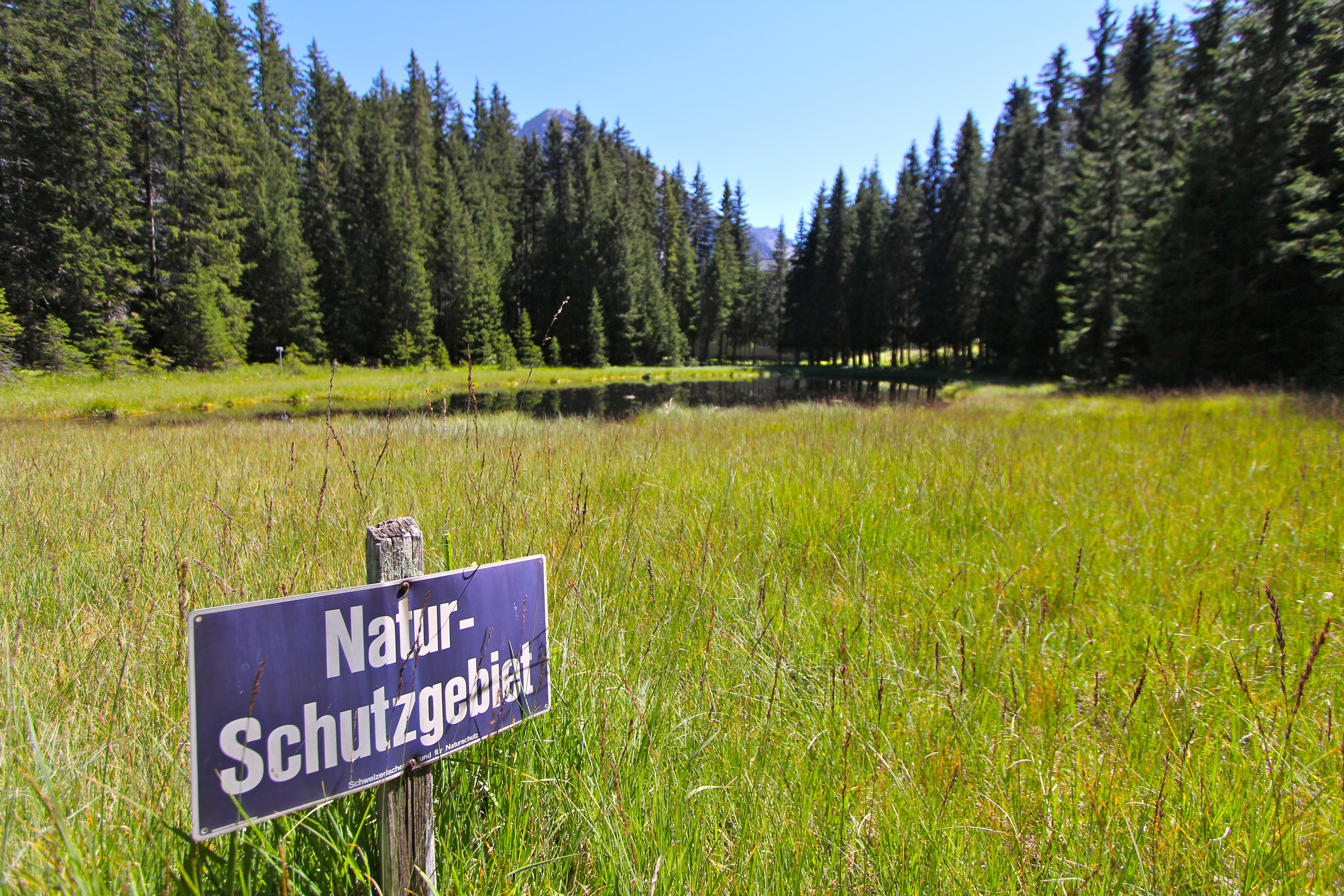
Das Naturschutzgebiet Schwarzsee

## Flora und Fauna

### Flora
Das Gebiet am Schwarzsee weist eine äusserst bemerkenswerte Moorflora auf und gilt daher als die "Botanische Perle Arosas". Es häufen sich dort – als Reste einer ehemals reicheren, nordischen Flora – auf kleinem Raum mehrere Flachmoor- und Hochmoor-Gesellschaften, die verschiedene Stadien einer gürtelförmigen Seeverlandung repräsentieren. Vom Ufer aus folgen sich das Caricetum limosae (Schlammseggengesellschaft), das Sphagnetum mix. (Torfmoosgesellschaft, welche jegliche Baumvegetation ausschliesst) und das Eriophoro-Trichorphoretum caespitosi (Haarbinsengesellschaft). Eine ganze Anzahl Pflanzen sind ausserhalb dieser Sphagnum-Assoziation nirgends zu finden. 

#### Seggenarten

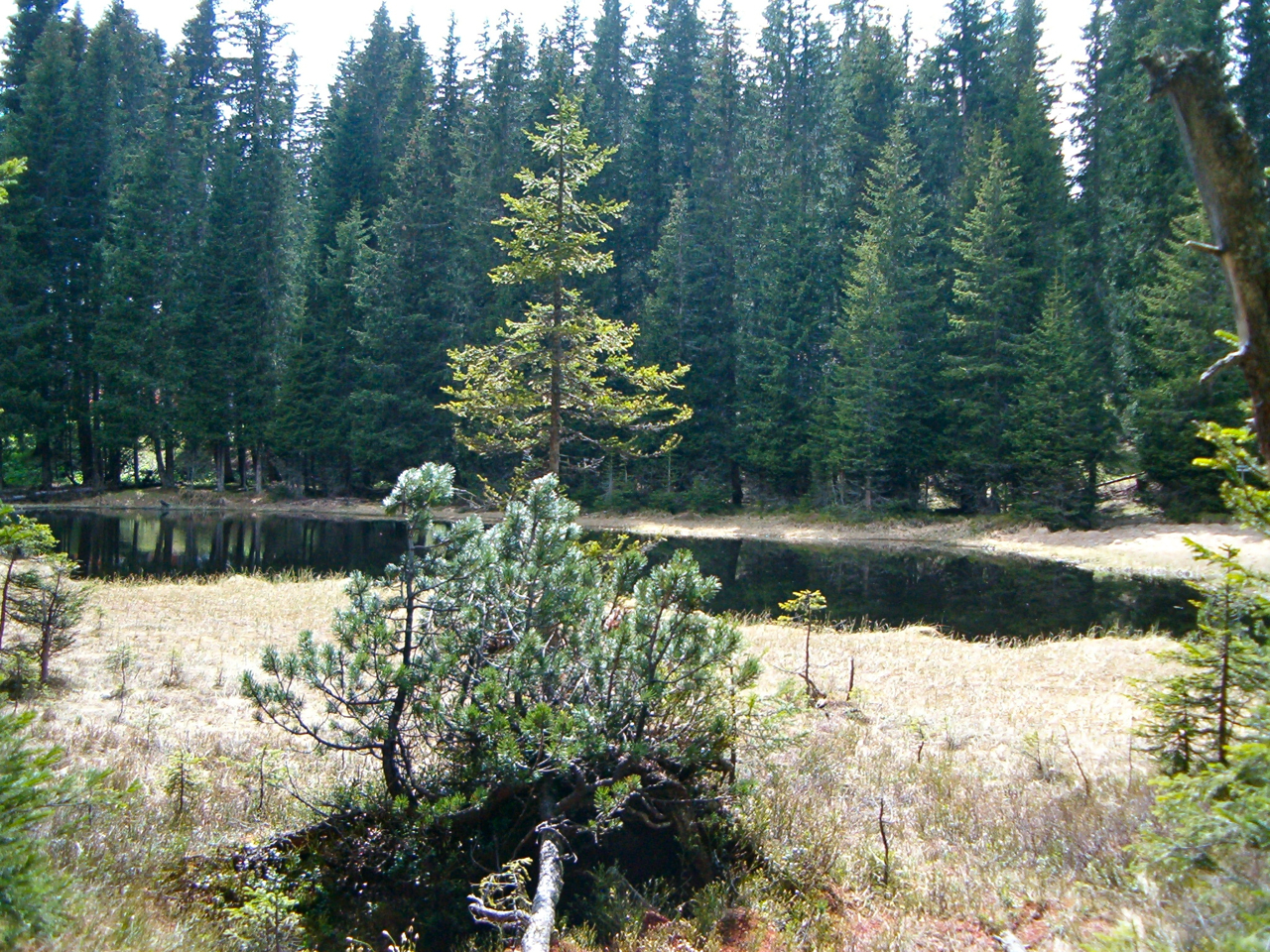
Die Uferzone ist äusserst seggenreich

Im Schwarzseegebiet wachsen etwa ein Dutzend teils unscheinbare, aber rare Carex (Seggen):
- Armblütige Segge (Carex pauciflora)
- Kleine Grannen-Segge (Carex microglochin)
- Draht-Segge (Carex diandra)
- Zweihäusige Segge (Carex dioica)
- Haarstielige Segge (Carex capillaris)
- Igel-Segge (Carex echinata)
- Stachelspitzige Segge (Carex mucronata)
- Braun-Segge (Carex nigra)
- Gelb-Segge (Carex flava)
- Schlamm-Segge (Carex limosa)
- Schnabel-Segge (Carex rostrata)

#### Blütenpflanzen
Unter den seltenen Blütenpflanzen finden sich am Schwarzsee etwa die Rosmarinheide, die Moosbeere (Oxycoccus palustris), das Moosglöckchen, verschiedene Knabenkräuter (Dactylorhiza traunsteineri) und der rundblättrige Sonnentau (Drosera rotundifolia). Die Blätter dieser insektenfressenden Moorpflanze tragen rote, gestielte, reizbare und bewegliche Verdauungsdrüsen (Tentakel), die zunächst klebrigen Schleim absondern, dann über gefangene Insekten ein eiweisslösendes Verdauungsenzym ergiessen und dieses später samt dem Gelösten wieder zurücksaugen. Weitere Raritäten, zumindest in Anbetracht der Höhenlage von über 1700 m, sind zum Beispiel die Blumenbinse (Scheuchzeria palustris) und der Fieberklee (Menyanthes trifoliata).

#### Pilze
Vertreter der Pilzarten sind hauptsächlich der torfbewohnende Kreisling und der versteckte Kreisling. Letztere Art ist bislang einzig aus Arosa bekannt und wurde erst 1966 vom einheimischen Pilzforscher Ernst Rahm veröffentlicht. Weiter wachsen vor Ort die Monilinia megalospora, ein Becherpilz an mumifizierten Moorbeeren, die Monilinia urnula an mumifizierten Früchten der Preiselbeere sowie die unbehaarte, torfbewohnende Erdzunge forma sphagnophilum. 

### Fauna

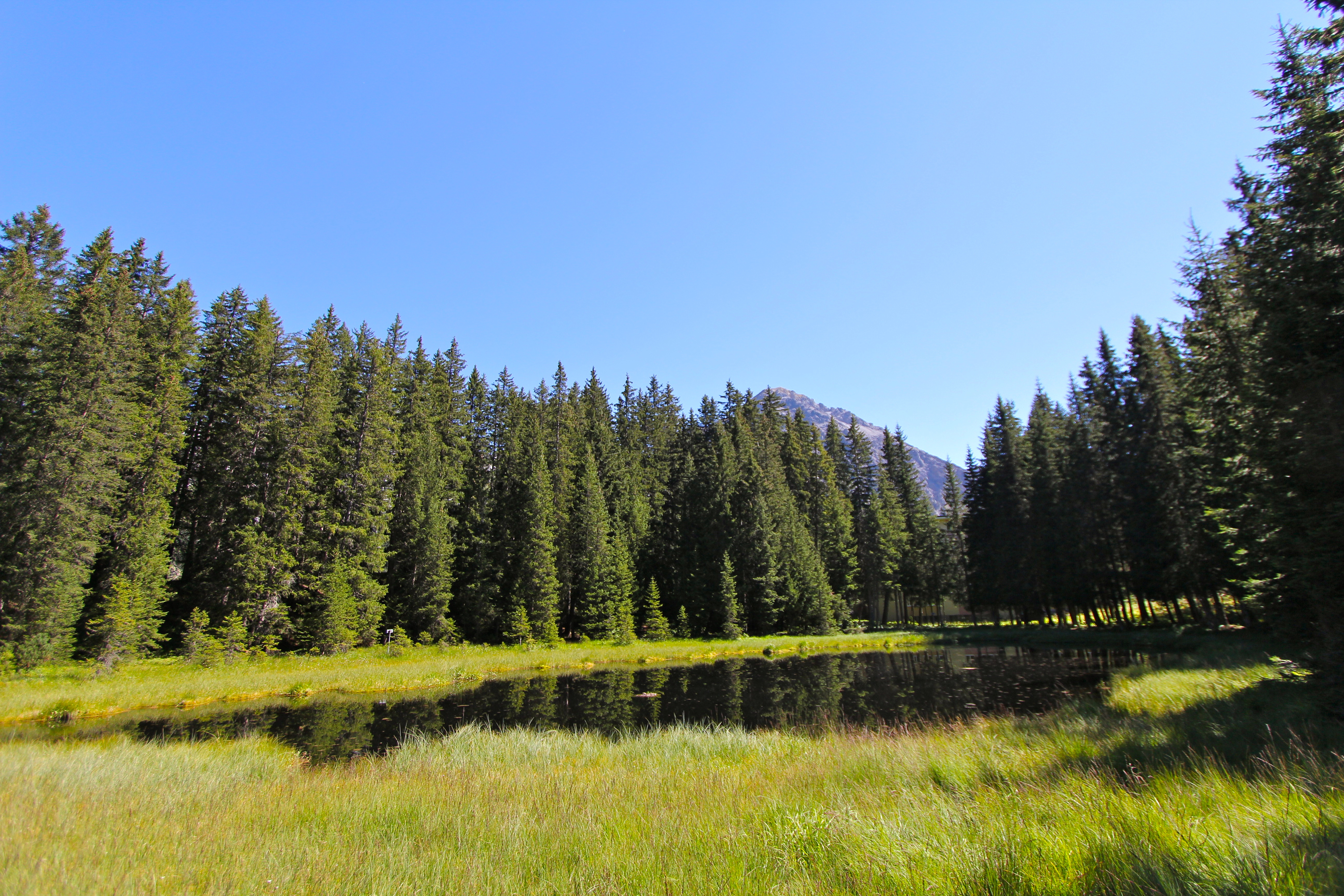
Der Schwarzsee, Blick in Richtung Haus Paradies, wo früher am Ufer zwei Bauten standen

Die Bürgergemeinde der Stadt Chur erklärte sich 1918 bereit, dem Fischerverein Arosa zwecks Aussetzungsversuchen mit Schleien den Schwarzsee pachtweise zu überlassen. Die Schleie ist hier auch heute noch heimisch. Das Moorgebiet ist zudem ein ideales Biotop für verschiedene Libellen und andere Insektenarten. Aus der Gruppe der Spinnentiere ist noch die Wolfsspinnen-Art Trochosa spinipalpis zu erwähnen, die am Ufer des Sees zu finden ist. Diese Art wurde bislang in Graubünden noch an keinem anderen Ort nachgewiesen.

## Geschichte
Im Zuge der Projektierung der Arosabahn zu Beginn des 20. Jahrhunderts war während längerer Zeit nicht nur deren Linienfestlegung heftig umstritten, sondern auch der Standort des Bahnhofs Arosa: Neben Hof Arosa, Obersee, Untersee und Hubelschulhaus wurde auch der Schwarzsee in Betracht gezogen. Als Endstation kam er jedoch schliesslich nicht in Frage, da er nach Auffassung der einheimischen Bevölkerung zu weit vom Dorfzentrum entfernt lag und teilweise Winterstürmen ausgesetzt war. Auch eine Trennung in einen Personenbahnhof hinter der Englischen Kirche am Obersee und einen Güterbahnhof am Schwarzsee wurde von den Experten als zu kompliziert erachtet. Die Realisierung einer solchen Anlage hätte das einzigartige Biotop wohl nachhaltig zerstört. Zwar wurden kurz darauf am Südufer des Schwarzsees zwei Bauten – eine Kupferschmiede und eine Maurerunterkunft – erstellt, was aber auf die natürliche Umgebung glücklicherweise nur einen geringen Einfluss hatte. Ein Flurbrand im Gebiet Schwarzsee am 12. Mai 2015 konnte durch die Feuerwehr unter Kontrolle gebracht werden und verlief weitgehend glimpflich.

## Die Sage vom grundlosen Schwarzsee

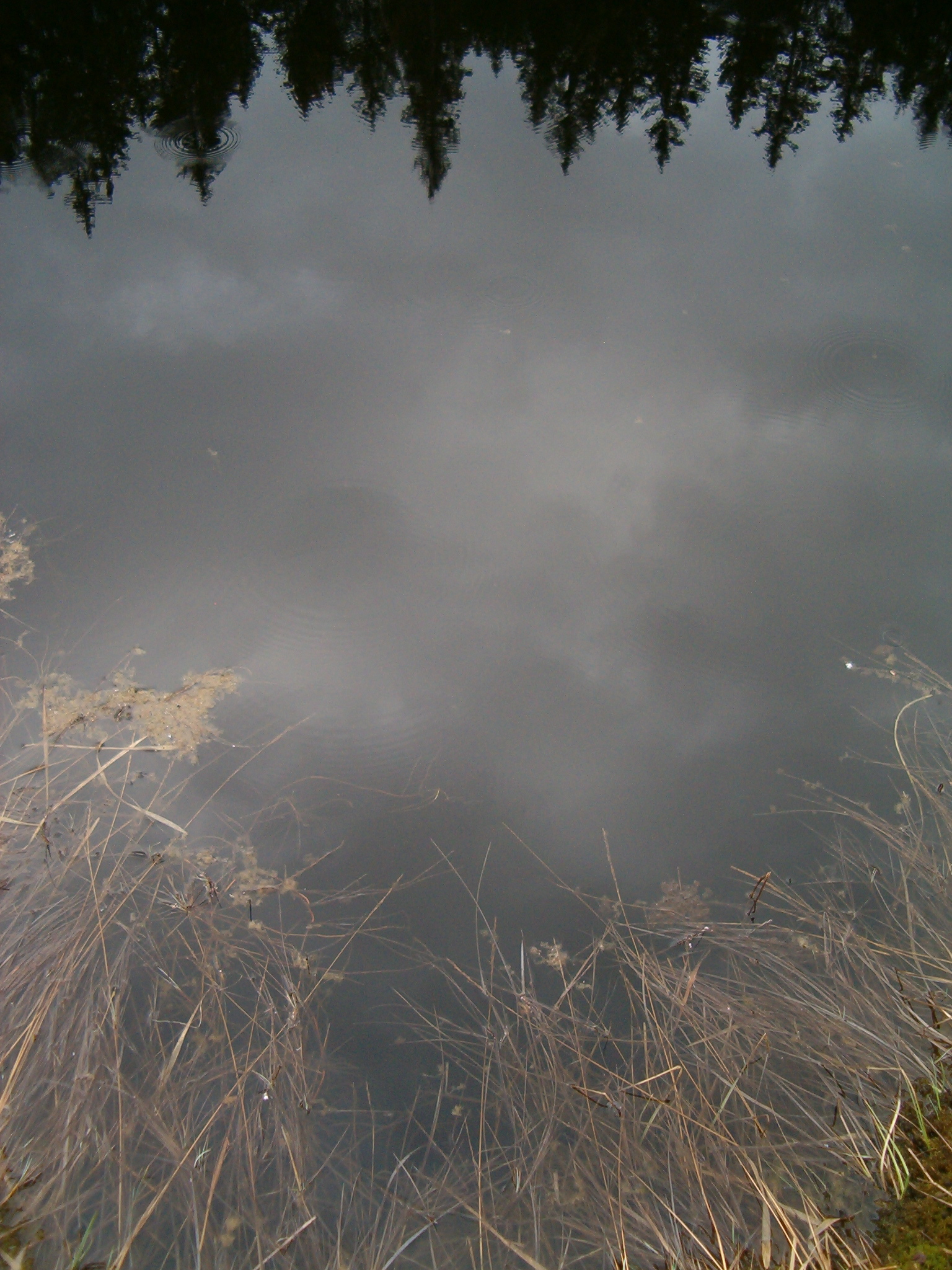
Der grundlose Schwarzsee

Einer alten Sage zufolge fiel einst ein Stier in den Schwarzsee. Er trug eine Glocke und konnte nicht mehr alleine aus dem Wasser steigen; wenn er mit seinen Hufen das Ufer betreten wollte, wich dieses zurück. Schliesslich ertrank das entkräftete Tier. Viele Jahre später begab sich ein Aroser Landwirt zu Fuss nach Davos Frauenkirch. Unterwegs fand er in einem Bach die Glocke des Stiers. Er konnte den Namen des früheren Besitzers auf der Glocke entziffern. Der Bauer meinte hierzu: „Ja, der Stier, der im schwarzen See ertrank, hat diese Glocke getragen. Ich kenne sie. Die Glocke ist im Bach zum Vorschein gekommen, denn der Schwarzsee besitzt keinen Grund“.